# 阿波地域交流センター
阿波地域交流センター（あわちいきこうりゅうセンター）は、徳島県阿波市阿波町にある複合施設。
本施設および近隣の阿波市役所阿波支所、阿波農村環境改善センター、阿波市立阿波図書館、阿波テニスコートなど公共施設が集積するエリア全体について、一般公募により「あわむすび」の愛称が付与されている。

## 施設
1979年（昭和54年）に開館した阿波市役所（旧阿波町役場）が2014年（平成26年）に移転後、阿波支所として使用されていた建物を大規模改修し、複合施設として2020年（令和2年）4月1日にオープン。なお、改修の際に耐震性を確保するため3階建から2階建に減築されている。
2階
- 中国四国農政局吉野川北岸二期農業水利事業所
- 多目的室1・2
- 事務室

1階
- 阿波運転免許センター
- 阿波子育て支援センターあおぞら
- 阿波の郷（物産コーナー） - 本市特産品の販売・観光などの情報発信を行う店舗

## 交通
- JR四国徳島線阿波山川駅より車で約10分。
- 徳島自動車道「土成IC」より車で約25分。